# Mark 13 (торпеда)
Mark 13 — основная авиационная торпеда флота США во Второй мировой войне. Первая американская торпеда воздушного базирования. По опыту боевого применения торпеды в начале войны был выявлен ряд недостатков, из-за чего её применение было малоэффективным. К 1944 году в результате ряда доработок эффективность применения была повышена.

## История разработки
В разработку торпеды Mark 13 были вовлечены Бюро вооружения и Бюро аэронавтики. Первые опыты по сбросу торпед с самолёта были проведены в мае 1920 года на авиабазе ВМС в Анакосте, штат Мэриленд. Для сброса с гидросамолёта приспособили торпеды Mark 7 Mod 5. Было произведено два пуска на скорости 93—102 км/ч (50—55 узлов) с высоты 5,5 и 9 метров. Пуск с высоты 5,5 метров был успешным, а при сбросе с 9 метров торпеда получила повреждения. В 1921 авиационное подразделение было официально включено в состав Пункта торпедных вооружений флота в Ньюпорте, штат Род-Айленд. К 1924 году при сбросе с DT-2 удалось довести скорость сброса до 175 км/ч (95 узлов) при максимальной высоте в 9,5 метров.
В феврале 1925 года Бюро вооружения начало разработку авиационной торпеды по «Проекту G-6» калибра 533 мм со скоростью 35 узлов. В 1926 году работы по этому проекту были остановлены, поскольку решили адаптировать в качестве авиаторпед имеющиеся 457-мм торпеды. Тем не менее, в 1927 году работы были возобновлены по требованию главы Бюро аэронавтики. Бюро хотело иметь на вооружении новую специализированную авиационную торпеду к тому времени, когда иссякнет запас 457-мм торпед. С характеристиками торпеды долго не могли определиться. После долгий обсуждения была утверждена спецификация 1929 года, по которой торпеда должна была иметь калибр 584 мм и длину не больше 4,1 м. Именно эта спецификация в конечном итоге легла в основу технического задания на проектирование торпеды Mark 13 в августе 1930 года. Окончательные изменения коснулись только калибра — он был уменьшен до 571 мм (22,5 дюйма).
| Характеристики проекта G-6  | Спецификация 1927 года | Спецификация 1929 года      |
| --------------------------- | ---------------------- | --------------------------- |
| Масса снаряженной торпеды   | 907 кг (2000 фунтов)   | 771 кг (1700 фунтов)        |
| Масса заряда                | 159 кг (350 фунтов)    | 181 кг (400 фунтов)         |
| Минимальная дальность хода  | 3650 м (4000 ярдов)    | 6400 м (7000 ярдов)         |
| Минимальная скорость        | 35 узлов               | 30 узлов                    |
| диаметр                     | 533 мм (21 дюйм)       | 584 мм (23 дюйм)            |
| длина                       | < 5,5 м (18 футов)     | < 4,1 м (13 футов 6 дюймов) |
| скорость сброса (на высоте) | 225 км/ч (12 м)        | 185 км/ч (15 м)             |

Но на этом метания не закончились. С августа 1930 года по июль 1931 года работы были остановлены, так как обсуждался вопрос о целесообразности включения торпедных эскадрилий в авиагруппы авианосцев. Биплан T4M/TG считался слишком тяжёлым, плохо защищённым, малоэффективным и дорогим в эксплуатации. Дело дошло до решения не включать торпедоносцы в состав авиагруппы нового авианосца CV 4 «Рейнджер». Бюро аэронавтики перестало поддерживать создание торпеды Mark 13, направив усилия на разработку 454-кг торпеды, которая должна была иметь дальность 1800 м при скорости в 30 узлов и максимальную скорость сброса 125 узлов при высоте 15 м.
Бюро вооружений сочло бесперспективным проект создания 454-кг торпеды и продолжило работы над Mark 13. Второй прототип торпеды в марте 1932 года развил скорость 30 узлов и прошёл 5500 м. Воздушные испытания начались в 1935 году. С 27 мая по 1 октября 1935 года было произведено 23 сброса с самолёта, в 1936 году — ещё 20. В 1938 году торпеда Mark 13 была принята на вооружение флота США. Её носителями стали палубные бомбардировщики TBD «Девастейтор».

## Производство
Производство было налажено нижеследующими компаниями на двух государственных заводах, администрируемых частным подрядчиком:
- American Can Company[англ.], Amertorp Corporation, Форрестпаркский завод морских вооружений[англ.], Форест-Парк, Иллинойс и Сентлуисский завод морских вооружений, Сент-Луис, Миссури;

И на двух частных предприятиях:
- General Motors Corporation, Pontiac Motor Division, Понтиак, Мичиган;
- International Harvester Company, Чикаго, Иллинойс.

Всего за годы войны было произведено около 17 тыс. торпед указанного образца.